# Ilka Schröder
Ilka Schröder (ur. 22 stycznia 1978 w Berlinie) – niemiecka polityk, posłanka do Parlamentu Europejskiego w latach 1999–2004.

## Życiorys
W wieku 14 lat zaangażowała się w działalność młodzieżowej organizacji ekologicznej BUNDjugend. W 1993 wstąpiła do Związku 90/Zielonych, pełniła różne funkcje w strukturach młodzieżowych. Rozpoczęła studia na Uniwersytecie w Oldenburgu.
W wyborach w 1999 uzyskała mandat posłanki do Parlamentu Europejskiego V kadencji. Była członkinią grupy zielonych i regionalistów. W 2001 opuściła swoje ugrupowanie, przeszła do frakcji komunistycznej. W PE zasiadała do 2004, pracowała w Komisji Wolności i Praw Obywatelskich, Sprawiedliwości i Spraw Wewnętrznych. Została później wykładowcą na Georgetown University, zajęła się także działalnością publicystyczną.